# Spellemannprisen
Spellemannprisen is de meest prestigieuze Noorse muziekprijs. De prijs wordt jaarlijks uitgerekt aan Noorse artiesten die een opvallende prestatie hebben neergezet. De prijs is ingesteld op initiatief van de Noorse afdeling van de International Federation of the Phonographic Industry (IFPI) en werd voor het eerst uitgereikt in 1973. Sindsdien zijn de prijzen ieder jaar uitgereikt. De prijzen worden uitgereikt door het Spellemannscomité, dat wordt samengesteld door IFPI en FONO (een vereniging van Noorse platenmaatschappijen).
Er worden prijzen uitgedeeld voor 17 verschillende genres, drie voor componisten en tekstschrijvers (componist moderne muziek, componist popmuziek en tekstschrijver) en vier extra prijzen (Årets spellemann, debutant, hit van het jaar en muziekvideo van het jaar). Verder kan het comité aanbevelen dat er een ereprijs of een brancheprijs wordt uitgedeeld. Voor elke genreprijs wordt er een jury samengesteld waarvan de samenstelling geheim is. Deze vakjury bepaalt de nominaties voor elke prijs. Voor iedere prijs worden 3 nominaties bepaald; daaruit wordt de winnaar gekozen. De winnaar krijgt een bronzen beeldje en een diploma.

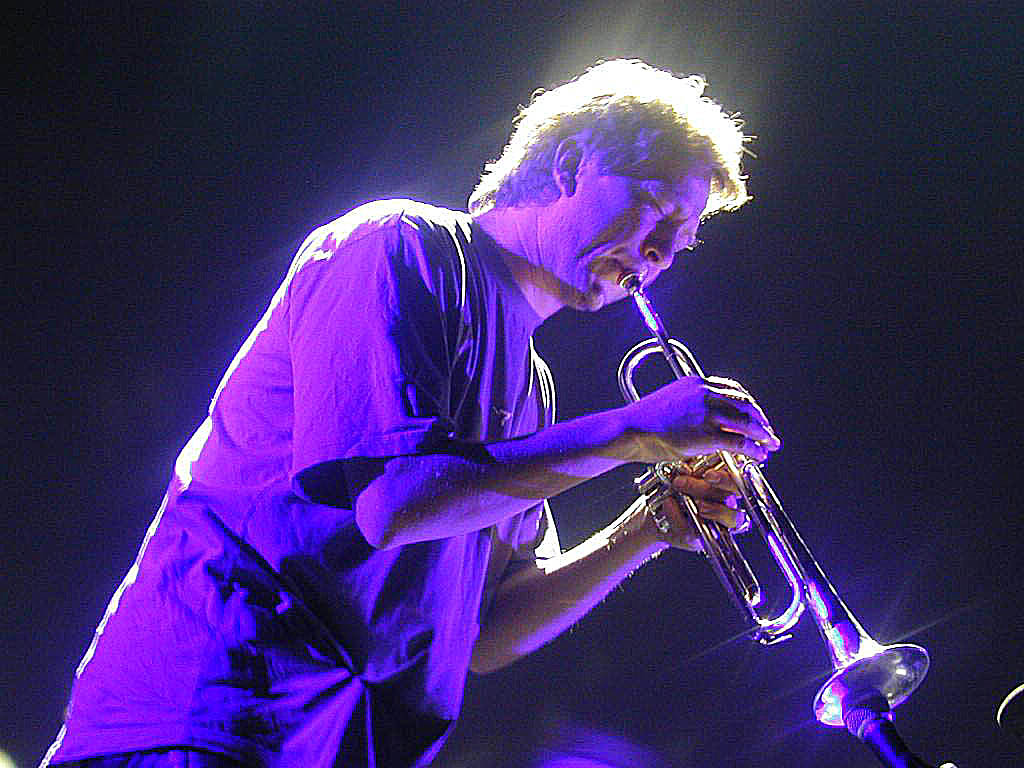
Nils Petter Molvær won de Spellemannprisen in 2000 en 2005
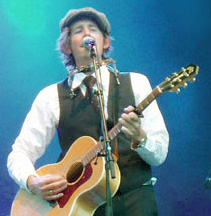
Odd Nordstoga won de Spellemannprisen in 2002 en 2004
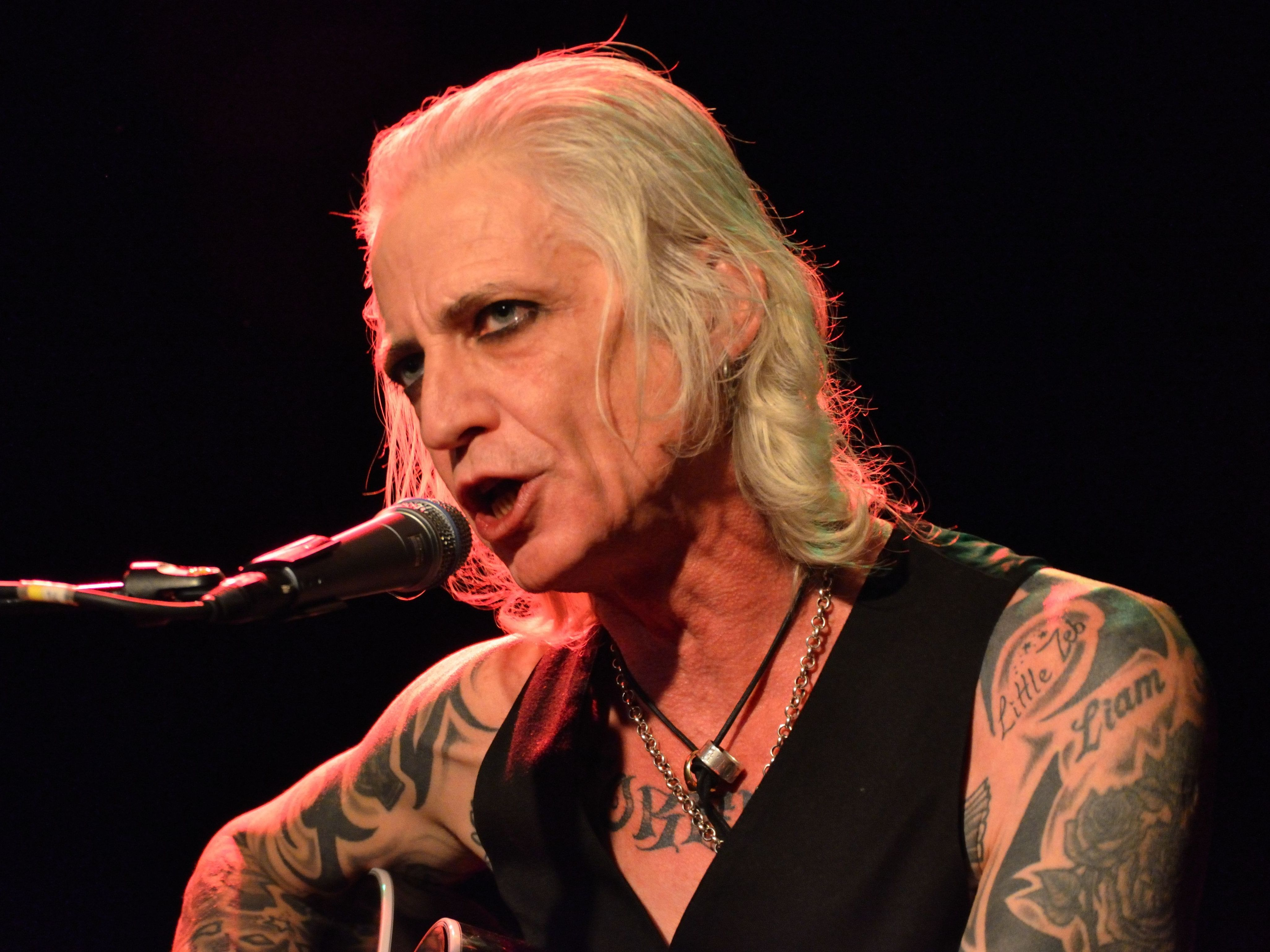
Ledfoot won de Spellemannprisen in 2019 en 2022